# 공자행단현가도
공자행단현가도(孔子杏壇絃歌圖)는 서울특별시 영등포구에 있던 조선시대의 그림이다. 2012년 9월 13일 서울특별시의 유형문화재 제340호로 지정되었다가
, 소장자가 서울시에서 경기도 화성시로 이사를 감으로 인해 문화재 영구반출로 2016년 6월 9일 지정해제되었다.

## 지정사유
이 작품은 공자의 생전 일화 중 ‘행단예악(杏亶禮樂)’을 내용으로 한 그림으로서 국내에 현전하는 작례가 매우 드물고, 제작 시기(1887년) 및 제작 화가(나능호)가 분명히 밝혀져 있으며, 화풍상으로도 우리나라 19세기 후반에 제작될 그림들의 양식과 부합한다.

## 조사 보고서
공자의 생전 일화 중 ‘행단예악(杏亶禮樂)’을 내용으로 한 그림으로 비단바탕에 채색으로 그려졌고 화축 형식으로 보존되고 있다.
화면에 가로로 꺾인 자국이 많은 편이나 장황을 포함하여 전체 상태는 양호한 편이다. 화면의 상단에는 이 그림이 제작된 배경과 경위를 내용으로 한 글이 1887년 음력 9월 일자로 적혀 있다.
그 기록 내용을 요약하면 다음과 같다. 순치2년(1645) 칠봉(七峯) 함헌(咸軒, 1508-?)이 동지사 서장관으로 사행했을 때 궐리(闕里)에 들렀는데 공자의 후손 공대춘(孔大春)에게서 오도자(吳道子)가 그렸다는 공자의 영정 한폭과 함께 ‘행단도(杏亶圖)’를 선사받았다. 강릉 사람 함칠봉은 만년에 강릉에 오봉서원(五峯書院)을 짓고 후학을 양성하였는데 이곳에 중국에서 가져온 ‘행단도’를 봉안하였다.
그런데 1675년 함경도 덕원(德源)으로 귀향간 송시열은 이 ‘행단도’를 함경도로 옮기라 명하였고 송시열의 해배(解配) 후에는 황해도 문회서원(文會書院)에 봉안되었다. 1866년 서원철폐 후에는 본부(本府), 즉 완산의 향교 대성전으로 이안(移安)되었는데 이 글을 쓴 ‘나[余]’는 ‘행단도’를 경모한 나머지 [감영의] 선화당에 옮겨 화사 나능호(羅能浩)로 하여금 이모하여 ‘완산세장(完山世藏)’하였다는 것이다.
함헌은 중국에서 그림을 선사받을 때 공대춘에게 작가를 물었는데 공대춘은 오도자 그림이라 하였으나 현재 이에 대해서는 아무런 근거를 찾을 수 없다. 또 순치2년(1645)이라는 연도는 함헌의 생몰년과 부합하지 않으며 1552년이라는 실제 함헌의 사행 연도와도 일치하지 않아 의문이 든다. 아마 오래 전의 일에 대해 쓰면서 착오를 일으켰던 것 같다.
이 글을 쓴 사람의 이름은 본문에 ‘나[余]’로 언급될 뿐 이름을 알 수 없다. 이 글을 쓴 사람은 조사된 이 그림의 제작을 주도한 사람이다. 글의 말미에 ‘완산세장(完山世藏)’이라 하였고 향교에 있던 그림을 감영의 선화당으로 옮겨 이모한 것을 보면 1887년 당시 전라도 관찰사를 지냈던 인물일 가능성이 매우 높다.
이모된 그림은 완산 지방에 대대로 전해졌을 것으로 파악된다. 종합하면 조사된 작품은 1887년 당시 완산 향교에 봉안되어 있던 중국화가의 ‘행단도’를 지방의 화사 나능호가 이모하여 완산에 세장해 온 것으로 해석된다. 현 소장자의 추정대로 ‘나[余]’가 신긍휴(申肯休)인지에 대해서는 확실치 않으며 좀 더 연구가 필요하다.
1887년에 쓰인 글 아래의 빈공간에는 서예가 인전(仁田) 신덕선(申德善)이 1990년(庚午) 입하(立夏)에 쓴 추기(追記)가 적혀 있다. 이 그림은 고령신씨 집안에 세전되어 온 것으로 1990년 당시 이 그림은 경기도 화성군의 향남면 구문천리 별묘(別廟)에 소장되어 있었다.
조사된 작품은 성적도(聖蹟圖)의 ‘행단예악(杏亶禮樂)’의 내용과 상통한다. 즉, 노나라로 돌아온 공자는 등용되지 못하자 더 이상 벼슬을 구하지 않고 날마다 살구나무 아래에서 제자들과 거문고를 타며 서경, 예기, 시경, 악경 등을 다듬고 역경을 찬술하였다. 마침내 이 행단은 만세의 가르침을 전한 수지(首地)가 되었다는 내용이다. 공자는 책가도가 그려진 병풍을 배경으로 앉아 있고 그 좌우의 인물 둘은 거문고를 타고 있다. 주변에는 분홍색 꽃이 만발한 살구나무가 빽빽이 들어서 있고 제자들이 공자 주위를 에워싸고 있다.
청록산수는 녹색과 청색을 칠하고 윤곽선 부근에 짙은 청색 혹은 먹색의 동그란 태점을 밀집하였다. 인물의 얼굴과 의습선, 가구, 계단에는 명암이 뚜렷하게 가해져 있다. 도상은 중국 그림을 이모한 것일지라도 인물의 묘법과 설채, 청록산수 기법, 명암의 사용 등에서 조선시대 말기 화풍이 뚜렷이 느껴진다. 19세기 후반의 조선시대 채색화 양식을 보여주어 조선시대 화가의 작품인 것이 확실하다. 특히 공자의 뒤에 설치된 삽병(揷屛)에는 19세기 후반에 유행한 책가도가 그려져 있어서 당시 화단의 경향을 반영하고 있는 점이 주목된다.
위에서 언급한 내용을 종합하면 이 작품은 공자의 생전 일화 중 ‘행단예약’을 내용으로 한 그림으로서 국내에 현전하는 작례가 매우 드문 그림이며, 제작 시기 및 제작 화가가 분명히 밝혀져 있고, 화풍상으로도 19세기 후반의 양식과 부합한다. 따라서 서울시 유형문화재로 지정하여 보존할 만한 가치가 있다고 판단된다.

## 참고 자료
- 공자행단현가도 - 국가유산청 국가유산포털